# Saint-Martin-du-Vieux-Bellême
Saint-Martin-du-Vieux-Bellême is een gemeente in het Franse departement Orne (regio Normandië) en telt 653 inwoners (1999). De plaats maakt deel uit van het arrondissement Mortagne-au-Perche.

## Geografie
De oppervlakte van Saint-Martin-du-Vieux-Bellême bedraagt 15,7 km², de bevolkingsdichtheid is 41,6 inwoners per km².
De onderstaande kaart toont de ligging van Saint-Martin-du-Vieux-Bellême met de belangrijkste infrastructuur en aangrenzende gemeenten.

## Demografie
Onderstaande figuur toont het verloop van het inwonertal (bron: INSEE-tellingen).
1. ↑  Populations de référence 2022.